# Телетекст
Телетекст је систем повезаних кодираних страница које се преносе телевизијским сигналом, тј. неискоришћеним делом тог сигнала. Доступан је на ТВ уређајима који подржавају овај сервис. Уведен је у свету јуна 1980.

## Упутство
За коришћење телетекста неопходно је да имате ту могућност активирану на вашем телевизору и да на даљинском имате тастер који се зове  или  или нешто слично томе. Притиском на тај тастер, улазите у телетекст телевизијске станице коју гледате. Немају све телевизијске станице телетекст. По уласку у телетекст, аутоматски се налазите на страници број 100. То је почетна телетекста без обзира на којој телевизијској станици се налазите. Број странице је пречица до садржаја који се налази на тој страници. Телетекст има странице од 100 до 899. Приступ телетексту такође зависи од квалитета слике коју примате од телевизијске станице. Ако је слика лошија, телетекст неће радити. Најчешће на даљинском постоји и тастер за истовремени приказ телевизијске станице и телетекста. Тај тастер се зове  или  или нешто слично томе.

### Помоћни тастери
На неким даљинскима постоје и 4 помоћна тастера. Та 4 тастера најчешће имају две фукнције. Прва функција се остварује док телетекст није активиран (најчешћа сврха је подешавање квалитета слике или тона), а друга функција се остварује када је телетекст активиран. Тада се та 4 тастера користе као пречице за неке странице, тј уместо куцања бројева аутоматски се позива нека страница.

## Телетекст у Србији
Код нас је у употреби од марта 1994. - на РТС.
Телевизијске станице са националном покривеношћу које имају телетекст:
- РТС 1, РТС 2, РТС 3 и РТС Свет
- Пинк
- Прва

Све телетекст уређаје у Србији заједнички су произвеле компаније SD electronics i ПлусПлус НТ.